# David Murray (závodník)
David Murray (* 28. prosinec 1909, Edinburgh, Skotsko – 5. duben 1973 Las Palmas, Kanárské ostrovy) byl britský pilot Formule 1.
David Murray účetní z Edinburghu, jenž se stal majitelem baru a později obchodníkem s vínem. K motorovým vozům se dostal poté, co si pořídil autoopravnu a obchod Merchiston Motory přímo v rodném Edinburghu, kde ke konci třicátých let začal připravovat auta pro závody.
V roce 1937 si připravil Frazer Nash – BMW 328, aby se mohl účastnit závodu na 24 hodin v Le Mans, jako spolujezdce si vybral Jihoafričana Pata Fairfielda. Vstup do závodní činnosti se mu vůbec nevydařil. Pat Fairfield v osmém kole závodu těžce havaroval a svým zraněním podlehl. Rekonstrukce vozu trvala téměř rok, poté se s ním postavil na start závodu na 3 hodiny v Brooklands a dojel na 5. místě. V září ještě zkoušel štěstí v RAC International Tourist Trophy, ale ze závodu musel odstoupit.
Po druhé světové válce s obstaral starší Maserati 4CL, které si uzpůsobil k závodům Grand Prix, ale často byl vídán i na závodech do vrchu. V roce 1949 se účastnil deseti závodů Grand Prix (budoucí Formule 1) po celé Evropě, mimo jiné také na Masarykově okruhu v Brně. Hned pro následující sezónu koupil nové Maserati 4CLT/48 s kterým startoval i ve třech Grand Prix oficiálního mistrovství světa F1. Ale ani v jednom z nich nedojel do cíle, chuť si spravil až šestým místem v Grand Prix Nizozemska, která se do šampionátu nezapočítávala.
Sezónu 1951 nechtěl ponechat náhodě a tak si najal specialistu na ladění motorů Wilkie Wilkinsona, který se proslavil především ve třicátých letech kdy pracoval pro Billy Cottona a Rega Parnella. Společně připravuji Maserati a Ferrari, ale ve formuli 1 nestačí na italskou konkurenci. A tak koncem roku 1951 založil známý tým Escurie Ecosse, jehož byl hybnou silou, jak na závodní dráze tak za úřednickým stolem. Společnost připravovala všechny druhy vozidel, ale nejlépe se jí dařilo na poli sportovních vozů. Působení ve F1 nebylo nějak oslnivé a ani jeden závod ze všech čtyř, kterých se zúčastnil, nedokončil. Zato v Le Mans v letech 1956 a 1957, jeho tmavě modrý vůz zářil. Zatímco v roce 1956 jeho Jaguár D vyladěný Wilkinsonem hned na první pokus zvítězil, v roce 1957 obsadily oba jeho vozy první dvě místa. O takovém úspěchu si mohla řada předních týmů nechat jen snít. Tichým společníkem a finančním podporovatelem týmu byl Major EG Thomson, toto spojení pomohl týmu získat více než 68 vítězství a pomohlo zahájit kariéru mnoha pilotů, jako byli Jim Clark, Innes Ireland nebo Jackie Stewart.
Na začátku šedesátých let se přestěhoval na Kanárské ostrovy. V roce 1968 se dostal do problémů s finančním úřadem a postihl ho bankrot. Od té doby žije ve stísněných majetkových poměrech. V roce 1973 umírá na infarkt při banální dopravní nehodě.

## Kompletní výsledky ve formuli 1
- 4 Grand Prix
- 0 Vítězství
- 0 Pole positions
- 0 Nejrychlejších kol
- 0 Podium
- 0 body

| Legenda k tabulce | Legenda k tabulce                                                                       |
| Barva             | Výsledek                                                                                |
| ----------------- | --------------------------------------------------------------------------------------- |
| Zlatá             | Vítěz                                                                                   |
| Stříbrná          | 2. místo                                                                                |
| Bronzová          | 3. místo                                                                                |
| Zelená            | Bodované umístění                                                                       |
| Modrá             | Nebodované umístění                                                                     |
| Modrá             | Dokončil neklasifikován (NC)                                                            |
| Fialová           | Odstoupil (Ret)                                                                         |
| Červená           | Nekvalifikoval se (DNQ)                                                                 |
| Červená           | Nepředkvalifikoval se (DNPQ)                                                            |
| Černá             | Diskvalifikován (DSQ)                                                                   |
| Bílá              | Nestartoval (DNS)                                                                       |
| Bílá              | Závod zrušen (C)                                                                        |
| Světle modrá      | Pouze trénoval (PO)                                                                     |
| Světle modrá      | Páteční testovací jezdec (TD)                                                           |
| Bez barvy         | Netrénoval (DNP)                                                                        |
| Bez barvy         | Vyřazen (EX)                                                                            |
| Bez barvy         | Nepřijel (DNA)                                                                          |
| Bez barvy         | Odvolal účast (WD)                                                                      |
| Bez barvy         | Nezúčastnil se (prázdné)                                                                |
| Označení          | Význam                                                                                  |
| Tučnost           | Pole position                                                                           |
| Kurzíva           | Nejrychlejší kolo                                                                       |
| †                 | Jezdec nedojel do cíle, ale byl klasifikován, protože odjel více než 90 % délky závodu. |
| ‡                 | Byl udělován poloviční počet bodů, protože bylo odjeto méně než 75 % délky závodu.      |
| Horní index       | Umístění bodujících jezdců ve sprintu                                                   |

| Rok  | Tým                 | Šasi             | Motor    | 1       | 2   | 3   | 4   | 5       | 6        | 7       | 8   | Umístění | Body |
| ---- | ------------------- | ---------------- | -------- | ------- | --- | --- | --- | ------- | -------- | ------- | --- | -------- | ---- |
| 1950 | Scuderia Ambrosiana | Maserati 4CLT/48 | Maserati | GBR Ret | MON | 500 | SUI | BEL     | FRA DNS¹ | ITA Ret |     | NC       | 0    |
| 1951 | Scuderia Ambrosiana | Maserati 4CLT/48 | Maserati | SUI     | 500 | BEL | FRA | GBR Ret | GER DNS  | ITA     | ESP | NC       | 0    |
| 1952 | Ecurie Ecosse       | Cooper T20       | Bristol  | SUI     | 500 | BEL | FRA | GBR Ret | GER      | NED     | ITA | NC       | 0    |

- ¹ Nestartoval, byl náhradním pilotem.

### Závody F1 nezapočítávané do MS
| Rok  | Grand Prix                | Okruh       | Vůz              | Pozice      | Výsledky |
| ---- | ------------------------- | ----------- | ---------------- | ----------- | -------- |
| 1949 | Richmond Trophy           | Goodwood    | Maserati 4CL     | Odstoupil   | Výsledky |
| 1949 | Jersey Road Race          | St.Helier   | Maserati 4CL     | 10. místo   | Výsledky |
| 1949 | Grand Prix Velké Británie | Silverstone | Maserati 4CL     | Odstoupil   | Výsledky |
| 1949 | British Empire Trophy     | Douglas     | Maserati 4CL     | Odstoupil   | Výsledky |
| 1949 | Grand Prix Albi           | Albi        | Maserati 4CL     | 8. místo    | Výsledky |
| 1949 | Grand Prix Francie        | Reims       | Maserati 4CL     | Odstoupil   | Výsledky |
| 1949 | BRDC International Trophy | Silverstone | Maserati 4CL     | 18. místo   | Výsledky |
| 1949 | Grand Prix Lausanne       | Lausanne    | ERA B            | 9. místo    | Výsledky |
| 1949 | Grand Prix Itálie         | Monza       | Maserati 4CLT/48 | Odstoupil   | Výsledky |
| 1949 | Grand Prix Československa | Brno        | Maserati 4CLT/48 | Odstoupil   | Výsledky |
| 1950 | British Empire Trophy     | Douglas     | ERA B            | Odstoupil   | Výsledky |
| 1950 | Jersey Road Race          | St.Helier   | Maserati 4CLT/48 | Odstoupil   | Výsledky |
| 1950 | Grand Prix Nizozemska     | Zandvoort   | Maserati 4CLT/48 | 6. místo    | Výsledky |
| 1950 | Grand Prix Národů         | Ženeva      | Maserati 4CLT/48 | Odstoupil   | Výsledky |
| 1950 | Ulster Trophy             | Dundrod     | Maserati 4CLT/48 | Nestartoval | Výsledky |
| 1950 | BRDC International Trophy | Silverstone | Maserati 4CLT/48 | Odstoupil   | Výsledky |
| 1950 | Grand Prix Penya Rhin     | Silverstone | Maserati 4CLT/48 | 9. místo    | Výsledky |
| 1951 | Richmond Trophy           | Goodwood    | Maserati 4CLT/48 | Odstoupil   | Výsledky |
| 1951 | Grand Prix San Rema       | Ospedaletti | Maserati 4CLT/48 | 9. místo    | Výsledky |
| 1951 | BRDC International Trophy | Silverstone | Maserati 4CLT/48 | 21. místo   | Výsledky |
| 1951 | Ulster Trophy             | Dundrod     | Maserati 4CLT/48 | 21. místo   | Výsledky |
| 1951 | Grand Prix Pescara        | Pescara     | Ferrari 125      | 8. místo    | Výsledky |
| 1951 | Grand Prix Bari           | Bari        | Ferrari 125      | Nestartoval | Výsledky |
| 1952 | Richmond Trophy           | Goodwood    | Ferrari 125      | Nestartoval | Výsledky |
| 1952 | Lavant Cup                | Goodwood    | Ferrari 125      | Nestartoval | Výsledky |
| 1952 | Ibsley                    | New Forest  | Ferrari 125      | Nestartoval | Výsledky |
| 1952 | BRDC International Trophy | Silverstone | Ferrari 125      | Nestartoval | Výsledky |
| 1952 | National Trophy           | Turnberry   | Cooper T20       | Nestartoval | Výsledky |

### Výsledky ze závodu 24 hodin Le Mans
| Rok               | Kategorie | Tým           | Vůz                          | Spolujezdci                     | Umístění   |
| 1937              | 2.0       | David Murray  | Frazer Nash – BMW 328        | Pat Fairfield †                 | nedokončil |
| Jako manažer týmu |           |               |                              |                                 |            |
| Rok               | Kategorie | Tým           | Vůz                          | Spolujezdci                     | Umístění   |
| 1956              | S 5.0     | Ecurie Ecosse | Jaguar D-type                | Ron Flockhart, Ninian Sanderson | 1. místo   |
| 1957              | S 5000    | Ecurie Ecosse | Jaguar D-type                | Ron Flockhart, Ivor Bueb        | 1. místo   |
| 1957              | S 5000    | Ecurie Ecosse | Jaguar D-type                | Ninian Sanderson, John Lawrence | 2. místo   |
| 1958              | S 3000    | Ecurie Ecosse | Jaguar D-type                | Jack Fairman, Masten Gregory    | Odstoupil  |
| 1958              | S 3000    | Ecurie Ecosse | Jaguar D-type                | Ninian Sanderson, John Lawrence | Odstoupil  |
| 1959              | S 3000    | Ecurie Ecosse | Jaguar D-type                | Innes Ireland, Masten Gregory   | Odstoupil  |
| 1959              | S 3000    | Ecurie Ecosse | Tojeiro – Jaguar XK          | Ron Flockhart, John Lawrence    | Odstoupil  |
| 1960              | S 3000    | Ecurie Ecosse | Jaguar D-type                | Ron Flockhart, Bruce Halford    | Odstoupil  |
| 1961              | S 1.0     | Ecurie Ecosse | Austin-Healey Sebring Sprite | Ninian Sanderson, Alan McKay    | Odstoupil  |
| 1961              | S 2.5     | Ecurie Ecosse | Cooper T57 Monaco Mk         | Tom Dickson, Bruce Halford      | Odstoupil  |
| 1962              | E         | Ecurie Ecosse | Tojeiro EE                   | Jack Fairman, Tom Dickson       | Odstoupil  |

- † Pat Fairfield v 8 kole havaroval a na následky zranění zemřel.